# Homonoea albosignata
Homonoea albosignata är en skalbaggsart som beskrevs av Stefan von Breuning 1950. Homonoea albosignata ingår i släktet Homonoea och familjen långhorningar.
Artens utbredningsområde är Filippinerna. Inga underarter finns listade i Catalogue of Life.